# Guerreros de Oaxaca
Para el equipo de la Liga Invernal Mexicana, véase Guerreros de Oaxaca (LIM).
Los Guerreros de Oaxaca es un equipo de la Liga Mexicana de Béisbol con sede en Oaxaca, Oaxaca, México.

## Historia

### Antecedentes
Todo comenzó en octubre de 1995 cuando un grupo de empresarios, del cual destacaba el Lic. Alfredo Harp Helú, se enteraron de que al equipo Charros de Jalisco le era imposible seguir participando en la liga y estaba en venta debido a su bajo rendimiento en las últimas campañas. Fue entonces cuando Don Alfredo Harp Helú junto con un grupo de accionistas de Diablos Rojos del México, Roberto Mansur, José Marrón, Carlos Helú, así como el expresidente de la Liga: Treto Cisneros, deciden llevar la franquicia a la ciudad de Oaxaca de Juárez para la temporada próxima.
Se realizaron gestiones ante el gobierno estatal que en aquel entonces encabezaba el Lic. Diódoro Carrasco Altamirano, quien apoyo este proyecto, que le daría vida y fuerza al deporte Oaxaqueño, que en ese momento no contaba con deporte profesional en la capital.
El cambio de franquicia fue oficialmente aceptado en diciembre del mismo año, teniendo como margen la Convención Internacional de Béisbol (Celebrada en los Ángeles, California) y los nuevos Guerreros, como se les había nombrado, jugaron su primer partido oficial el día 14 de marzo de la temporada 1996 bajo las órdenes del mánager Alfredo 'Zurdo' Ortiz.
Esta noticia alegro al pueblo Oaxaqueño, no solo de la capital si no de sus 8 regiones, ya que por primera vez se tenía un deporte de máximo circuito en Oaxaca y así de esta manera se hizo el gran sueño realidad de los aficionados, ya que se tiene que mencionar que la mayoría de la población del estado es aficionada del "Deporte de las Inteligencias"
...Los Guerreros estarían a punto de comenzar...

### 1996 El Comienzo

#### Nelson Barrera
El 11 de enero se anuncia la contratación de uno de los grandes iconos del béisbol mexicano: "El Almirante" Nelson Barrera, el cual perseguía diversas marcas establecidas por el inmortal Héctor Espino, en los cuales se encontraban: marca de carreras producidas y la de cuadrangulares, por lo que cada encuentro sería de suma importancia al bat de Nelson.

#### Mánager
Por su trayectoria como lanzador y después como timonel Alfredo "El zurdo" Ortiz fue nombrado mánager del naciente equipo.
Alfredo Ortiz había llevado a Play Off a equipos como Cafeteros de Córdoba  y a los Tigres Capitalinos.
Había dirigido también a Tabasco, Águila de Veracruz, Rieleros de Aguascalientes y Minatitlán.
Mientras en invierno de 1977 llevó a los muchachos de Venados de Mazatlán al campeonato y asimismo a la Serie del Caribe.

#### El Gran debut
Después de grandes esfuerzos realizados por la Organización de Guerreros, las puertas del remozado Estadio Eduardo Vasconcelos se dieron para dar paso a los miles de aficionados que se dieron cita a dicho inmueble para presenciar el debut oficial en Liga Mexicana de Béisbol que pronto se convertirá en una tradición de la sociedad Oaxaqueña.
El día 14 de marzo, un día después de haber visitado a los Potros de Minatitlán, el conjunto salto al Diamante a su primer encuentro en casa, como Guerreros de Oaxaca

### 1997 Año de Récords
Para este año la Liga Mexicana se convierte en la primera asociación deportiva dentro del País en crear una Web en Internet.
Con un año de experiencia, Oaxaca se prepara para una nueva campaña, ahora el timonel lo llevaría el venezolano Leonel Carreón, su récord fue de 53 triunfos a cambio de 69 derrotas, no logrando calificar a play off pero si superando su marca de 1996, donde quedaron en último lugar del standing Global.
Por otro lado el "Almirante" Nelson Barrera rompe récord de carreras impulsadas el día 22 de abril, produciendo la anhelada carrera 1,574 que rompía la marca de "Superman" Héctor Espino.
Barrera termina el año con un récord de 1639 Carreras producidas, para convertirse en el envidiable poseedor del récord de liga.
Esta temporada Guerreros termina en tercer puesto de bateo colectivo al terminar con .287, conectando 1,160 imparables en 4,403 turnos legales al bat.

### 1998 El Gran Año...Campeones
Con una nueva administración ya que Edgar Nehme deja la presidencia del Club, por problemas de negocios personales, entrando a su relevo Vicente Pérez Avellá Villa, el equipo empezó a modificarse, es así como Pérez contacta con Leones de Yucatán para obtener al excelente cácher Homar Rojas, que llega en cambio definitivo a la escuadra por Marco Antonio Romero.
Ya se tenía a un gran cácher que cubriría un gran espacio, también gracias a su buen bateo, ahora faltaba algo un nuevo mánager, alguien que impulsara a "La Tribu Zapoteca". Es así como se busca a un mánager, no solo eso, si no alguien que el resto de los jugadores lo viera como un líder natural, que lo admiraran y que siguieran sus paso...de esta manera se nombra a Nelson Barrera como Mánager-Jugador del equipo Oaxaqueño.
La Temporada 1998 de la Liga Mexicana de Béisbol fue la edición 74. El equipo campeón resultó ser Guerreros de Oaxaca ganando el único título de su historia apenas en su tercera temporada en la liga.

#### Así comenzó Todo
Desde el principio de la campaña, los zapotecas sacaron la casta al remontar un marcador y llevarse la victoria, así se inicia la historia, solo con tres años de edad y levantando el campeonato del máximo circuito de béisbol veraniego.

#### Primer Play Off de la historia
En el año de 1998 la Liga Mexicana de Béisbol contaba con tres zonas, Oaxaca estando en la del Centro, al concluir la campaña regular, Guerreros se fue con récord de 68 victorias contra 50 derrotas, complicando su pase a Play Off, ya que quedan en tercer puesto y buscarían el "Comodín" para calificarse, así es como pasan quitándole el lugar a Unión Laguna y a Leones de Yucatán terceros del Norte y Sur respectivamente.
Los Guerreros llegan a Play Off con los pronósticos todos a contra, ya que en la primera serie enfrentarían al terrible equipo Diablos Rojos de México, que además tenían la ventaja de iniciar en su casa.
Sin embargo en Play Off no hay rival débil y la Fuerza Guerrera salió a lucirse, comandados por el "Almirante", los guerreros dieron cuenta de sus hermanos mayores y en seis partidos, eliminándolos en el majestuoso Parque del Seguro Social. 
Después de su respectivo descanso en la Capital del País, los Guerreros viajan hacia Monterrey quien en cuatro juegos habían dado cuenta de Yucatán, Los Guerreros llegan como la gran sorpresa, pero los pronósticos decían "Golpe de Suerte, aquí se van".
El segundo Mejor equipo de la Temporada, contra el Comodín, pero así empezó la fiesta de la semifinal, la serie se abre en el Estadio Monterrey ganándolo el equipo de casa con marcador de 5-4, el segundo partido lo gana Oaxaca 5-2, viajando con la serie empatada hacia la verde antequera, donde las cosas pintaban de un color oscuro para la afición. Las pizarras fueron 7-5 en el primero para Monterrey, 6-2 para Oaxaca y 7-3 para Monterrey, la serie 3-2 a favor de Monterrey, los pronósticos eran Monterrey ganara en casa, Monterrey será campeón, pero las cosas no serían así, ya que la Tribu actuó como verdaderos Guerreros al ganar el sexto encuentro con pizarra de 4 contra 1, se tenía que jugar el partido definitivo, donde los oaxaqueños se llevaron el triunfo 7-0 para disfrutar de su primera final en la Liga.

#### Por el Campeonato
Oaxaca y Nelson habían dejado fuera a los super-líderes  Monterrey y Diablos, se tendrían que enfrentar a Acereros de Monclova que habían descalificado a Cancún y a los Tigres Capitalinos en 6 y 7 juegos respectivamente, pero tal parecía que nada detendría a los Oaxaqueños, que llegaban con todos los pronósticos a favor.
Una vez más Guerreros empezaba como visitante pero esto no importó se impusieron 5-1 y 6-4 en los primeros encuentros, una vez así Guerreros regresó a casa y en el Estadio Eduardo Vasconcelos despacharon ante un lleno total a los Acereros en solo dos partidos para alzarse con su primer campeonato, con score de 6-1 y 6-5.

### 1999 un año Difícil
Tras el campeonato nombran a la Ciudad de Oaxaca sede del Juego de estrellas de la LMB, noticia que hace que dentro del estadio haya un sinfín de celebraciones, pero para el equipo de casa las cosas no pintaban así, pues los cambios que se tuvieron en los jugadores, tal es el caso de Felipe Duran y Leobardo Moreno quienes en pretemporada fueron fichados por el equipo Veracruzano, recibiendo de cambio al Short Stop, Heriberto García. Otro cambio importante fue el de Darío Pérez quien deja el equipo por mejoras en sus finanzas y se recibe al dominicano Pedro Martínez.
No es ningún pretexto pero, fueron muchos los hechos que se dieron, para que los Guerreros tuvieran durante el torneo del  ’99 una nada envidiable actuación. Uno de los tantos problemas a los que se enfrentó Guerreros, fue que al empezar la temporada, el relevista de lujo Sixto Báez sufrió una lesión en el segundo encuentro inaugural y tuvo que ser intervenido de la rodilla derecha, situación que lo hizo perder toda la campaña, posteriormente la salida del toletero Sherman Obando, quién muy probablemente hubiera terminado ciñéndose la corona de bateo.

### Década del 2000
La quinta campaña de los Guerreros dentro del béisbol organizado de la Liga de verano se dio cita en el año 2000.
Los Guerreros saltaron al diamante el cinco de abril jugando como visitantes en el estadio Hermanos Serdán de Puebla, casa del Club Pericos, con el firme propósito de superar por mucho la campaña anterior. Para este 2000, se incrustó en el personal de refuerzos extranjeros con experiencia como venezolano Oscar Azocar, que a la postre sería nombrado como el jugador más valioso del torneo. En la Liga Mexicana conquistó este mismo año el campeonato de más hits conectados, con 185 sencillos concluyendo la campaña como el segundo mejor bateador del circuito.
Las cosas parecían pintar mal, ya que al inicio de la campañana Barrera recibió un pelotazo que le fracturo 3 costillas, lesión que lo dejó fuera de actividad por 27 encuentros, los cuales eran muy importantes ya que buscaba romper de Héctor Espino en home runs, al regresar a la acción conectó en 93 juegos la cantidad de 16 "vuela cercas", poniéndose a 7 de la cifra mágica de 453. Al final la temporada regular hablo bien del cuadro oaxaco, al concluir en tercer lugar de la Zona Centro y obtener su segundo pase al play off.
Por primera vez en la historia se daría una de las mayores rivalidades del béisbol mexicano, pero en play Off es decir Los Tigres contra los Guerreros, el primer lugar Tigres contra el Comodín Oaxaca, en este primer juego los Guerreros ganan 14-13 dicho score que le da alegría y ánimo a su afición, para el segundo juego las cosas pintaron mejor para los zapotecas ya que se imponían 9 carreras contra 1, esperanzados con el regreso a casa y buscar el campeonato de una forma similas a la de 1998, pero no fue así ya que Tigres lograron remontar y terminar 12-9.
Con la serie empatada a uno por bando, llegan a Oaxaca, con el "Vasconcelos" a reventar los Capitalinos ganarían 14-5, para el cuarto juego la suspensión por el terrible aguacero que se dejó caer, al siguiente día se reanuda y los Tigres aumentaron la ventaja con un marcador de 9-2, todo parecía que se acabaría en el mismo Oaxaca; pero en el último partido de la campaña en casa Oaxaca saco la "casta" y ganó abultadamente 18-5 y se despidieron de la afición esperando que en el Foro Sol, nueva casa de Tigres y Diablos, se hiciera la historia pero no fue así ya que fueron recibidos con un zarpazo y en el juego 6 de la serie terminando con 9 carreras contra 1 y así concluir el segundo pase de Oaxaca a Play Off.
En 2002 clasificarían a los play offs donde barrerían a los Rojos del Águila de Veracruz en la primera ronda para enfrentar a los Tigres en su nueva cede, la ciudad de Puebla, con los que caerían en la final de zona en 7 encuentros.
En 2003 barrerían en la primera ronda a los Leones de Yucatán pero nuevamente los Tigres los dejarían fuera en 6 partidos.
Para la temporada 2004 Los Tigres ganarían la serie 4-1 a los Guerreros en la primera ronda, en esta campaña la liga implemenóo un sistema de competencia en el que clasificaban 6 equipos a la postemporada para enfrentarse en sí, los 3 equipos ganadores clasificaban a la siguiente ronda de manera directa y el cuarto lugar se elegía al Mejor Perdedor, es decir que de los 3 equipos que habían sido eliminados en la primera ronda, se seleccionaba al que ganara más partidos en esta ronda. En la segunda ronda de play off serían barridos por los Diablos Rojos del México.
Para la campaña 2005 se implementaba el mismo sistema de competencia que el año anterior. Los Guerreros perderían la serie en la primera ronda ante los Leones de Yucatán en 7 juegos, debido a que una vez más fue el Mejor Perdedor clasifican a la siguiente ronda, una vez más contra los Tigres de la Angelópolis con los que perdieron en 6 juegos.
En el 2006 se regresa al sistema en que 4 equipos clasifican de manera directa a postemporada. De nuevo los Tigres de la Angelópolis los eliminan al ganar la serie 4-2 en la primera ronda.

### Década de los 10
Sería hasta la temporada 2010 donde los Guerreros regresaran a postemporada y enfrentarse una vez más a los Tigres quienes tenían ahora su sede en Quintana Roo. La serie fue a favor de la tribu 4-3 para clasificar a la final de zona en donde se toparían a los Pericos de Puebla con los que caerían en 6 juegos.
El equipo de Guerreros seguiría clasificando a la postemporada en 2011 donde fueron eliminados de nueva cuenta por los Tigres de Quintana Roo en 6 juegos. 
Para el 2012 llegan de nueva cuenta a playoffs pero los Tigres de Quintana Roo se encargaron de eliminarlos en 7 juegos.
En 2013 en donde por tercer año consecutivo se enfrentaron a los Tigres de Quintana Roo quienes los eliminaron en 3 juegos.
Para el año 2014 jugarían en el partido de Comodín contra los Delfines de Ciudad del Carmen quienes los dejarían en el terreno 4 carreras a 3 en la novena entrada, para que de esta manera quedaran eliminados.
En la campaña 2015 fueron eliminados una vez más por los Tigres de Quintana Roo en 7 juegos, los Guerreros llegaron a estar arriba en la serie 2-0, sin embargo fueron barridos en casa y perdieron el último y definitivo juego en Quintana Roo. Los guerreros se han enfrentado a los Tigres en 11 ocasiones en postemporada de las cuales solamente han podido ganar una serie.
Fue hasta la temporada Otoño 2018 que los Guerreros volvieron a una postemporada donde eliminaron a los Bravos de León en el juego de comodin. En la primera ronda de playoffs se midieron ante los Leones de Yucatán a quienes dejaron fuera en 7 juegos. La final de la Zona Sur fue ante los Diablos Rojos del México a quienes vencieron en 6 juegos para llegar a su segunda Serie del Rey en la historia del equipo. Se midieron ante los Sultanes de Monterrey con quienes cayeron en 6 partidos.
En la temporada 2019 terminaron en Segundo Lugar de la Zona Sur para enfrentar a los Leones de Yucatán en la primera ronda de playoffs donde fueron eliminados en 5 juegos.

## Estadio

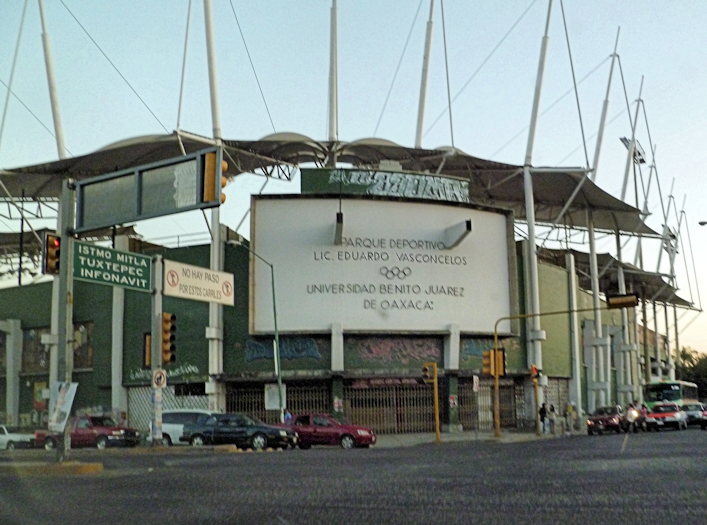
Estadio Lic. Eduardo Vasconcelos en Oaxaca de Juárez, Oaxaca, México.

Los Guerreros tienen como casa el Estadio Eduardo Vasconcelos ubicado en la ciudad de Oaxaca, Oaxaca, México y con capacidad para 7,200 espectadores. Dicho estadio fue construido en 1950, fue reinaugurado para la Liga Mexicana de Béisbol el 14 de marzo de 1996, por el entonces Gobernador del Estado Diódoro Carrasco Altamirano.

## Jugadores

### Roster actual
Actualizado al 28 de julio de 2024.
| Guerreros de Oaxaca Roster 2024          |    |                                    |                       |
| C U E R P O T É C N I C O                |    |                                    |                       |
| Mánager                                  | 36 | Bandera de México                  | Luis Carlos Rivera    |
| J U G A D O R E S                        |    |                                    |                       |
| L A N Z A D O R E S                      |    |                                    |                       |
| Batea: D / Tira: D                       | 15 | Bandera de Estados Unidos          | Reza Aleaziz          |
| Batea: D / Tira: D                       | 55 | Bandera de México                  | Esteban Bloch         |
| Batea: D / Tira: D                       | 6  | Bandera de Venezuela               | José Mujica           |
| Batea: D / Tira: D                       | 35 | Bandera de la República Dominicana | Jojanse Torres        |
| Batea: Z / Tira: Z                       | #  | Bandera de la República Dominicana | Porfirio López        |
| Batea: D / Tira: D                       | 66 | Bandera de Estados Unidos          | Ernesto Zaragoza      |
| Batea: D / Tira: D                       | 70 | Bandera de México                  | José Frutos           |
| Batea: D / Tira: D                       | 32 | Bandera de Estados Unidos          | Solomon Bates         |
| Batea: D / Tira: D                       | 62 | Bandera de la República Dominicana | Anderson Severino     |
| Batea: Z / Tira: Z                       | 14 | Bandera de México                  | Demetrio Gutiérrez    |
| Batea: D / Tira: D                       | 40 | Bandera de la República Dominicana | Odalvi Javier         |
| Batea: Z / Tira: Z                       | 73 | Bandera de la República Dominicana | Williams Jerez        |
| Batea: D / Tira: D                       | 45 | Bandera de México                  | Luis Fernando Miranda |
| Batea: D / Tira: D                       | 93 | Bandera de México                  | Óscar Valenzuela      |
| Batea: D / Tira: D                       | 58 | Bandera de la República Dominicana | Radhamés Liz          |
| Batea: D / Tira: D                       | 49 | Bandera de Venezuela               | Henderson Álvarez     |
| Batea: D / Tira: D                       | 43 | Bandera de la República Dominicana | Johan Quezada         |
| Batea: D / Tira: D                       | 26 | Bandera de Estados Unidos          | Jake Walters          |
| Batea: D / Tira: D                       | 22 | Bandera de Estados Unidos          | Álex Reyes            |
| R E C E P T O R E S                      |    |                                    |                       |
| Batea: D / Tira: D                       | 75 | Bandera de Venezuela               | Gabriel Lino          |
| Batea: D / Tira: D                       | 28 | Bandera de México                  | Ricardo Valenzuela    |
| Batea: D / Tira: D                       | 64 | Bandera de México                  | Cristian Mejía        |
| J U G A D O R E S D E C U A D R O        |    |                                    |                       |
| Segunda base - Batea: Z / Tira: D        | 2  | Bandera de Venezuela               | Alexi Amarista        |
| Segunda base - Batea: D / Tira: D        | 8  | Bandera de México                  | Sebastián García      |
| Tercera base - Batea: A / Tira: D        | 7  | Bandera de Puerto Rico             | Yariel González       |
| Tercera base - Batea: Z / Tira: D        | 38 | Bandera de México                  | Pedro Castellano Jr.  |
| Tercera base - Batea: A / Tira: D        | 11 | Bandera de Venezuela               | Juniel Querecuto      |
| Parador en corto - Batea: D / Tira: D    | 3  | Bandera de México                  | Jorge Flores          |
| Primera base - Batea: Z / Tira: Z        | 33 | Bandera de Estados Unidos          | Kyle Martin           |
| Primera base - Batea: Z / Tira: D        | 44 | Bandera de México                  | Roberto Ramos         |
| Primera base - Batea: D / Tira: D        | 17 | Bandera de Colombia                | Reynaldo Rodríguez    |
| J A R D I N E R O S                      |    |                                    |                       |
| Jardinero central - Batea: D / Tira: D   | 31 | Bandera de Venezuela               | Yonathan Daza         |
| Jardinero central - Batea: A / Tira: D   | 1  | Bandera de México                  | Alejandro González    |
| Jardinero izquierdo - Batea: Z / Tira: Z | 18 | Bandera de la República Dominicana | Luis Barrera          |
| Jardinero derecho - Batea: D / Tira: D   | 24 | Bandera de México                  | José Carlos Ureña     |

### Jugadores destacados
- Nelson Barrera.
- Sixto Báez.
- Óscar Robles.
- Homar Rojas.
- Héctor Álvarez.
- Ramón Esquer.
- Bárbaro Canizares.

### Números retirados
- 16 Nelson Barrera.
- 10 Jaime Brena.
- 34 Fernando Valenzuela.
- 47 Adolfo "Tribilín" Cabrera.
- 37 Erick Rodríguez.

### Novatos del año
- 2021  Juan Carlos Camacho.

### Campeones Individuales

#### Campeones Bateadores
| Año  | Nombre            | Porcentaje |
| ---- | ----------------- | ---------- |
| 2007 | Carlos Rivera     | .410       |
| 2011 | Bárbaro Cañizares | .396       |

#### Campeones Productores
| Año  | Nombre         | Producidas |
| ---- | -------------- | ---------- |
| 1998 | Nelson Barrera | 110        |

#### Campeones Jonroneros
| Año  | Nombre      | Jonrones |
| ---- | ----------- | -------- |
| 2023 | Kyle Martin | 26       |

#### Campeones de Bases Robadas
| Año  | Nombre          | Bases |
| ---- | --------------- | ----- |
| 2019 | Jhonny Davis(1) | 54    |

#### Campeones de Juegos Ganados
| Año  | Nombre          | Récord |
| ---- | --------------- | ------ |
| 2006 | Carlos Elizalde | 13-7   |
| 2013 | Alejandro soto  | 12-4   |

#### Campeones de Efectividad
| Año | Nombre  | Porcentaje |
| --- | ------- | ---------- |
| NA  | Ninguno | NA         |

#### Campeones de Ponches
| Año  | Nombre     | Ponches |
| ---- | ---------- | ------- |
| 1996 | Will Flynt | 137     |

#### Campeones de Juegos Salvados
| Año | Nombre  | Juegos |
| --- | ------- | ------ |
| NA  | Ninguno | NA     |

1 Comenzó la temporada con Dos Laredos.

## Ejecutivos del año
La organización ha obtenido el nombramiento de Ejecutivo del Año en la LMB en una ocasión.
- 1998  Vicente Pérez Avellá.